# Cinésias
Cinésias (en grec ancien Κινησίας) est un poète dithyrambique du Ve siècle av. J.-C., principalement connu par les critiques d'Aristophane, Lysias, Platon et Plutarque. Il a exercé en même temps que Sannyrion et Mélétos.
Cinésias naît dans une famille de joueurs de cithare athéniens : il est le fils de Mélès, décrit par Platon comme le pire des citharèdes, et le petit-fils de Peisias. Il se tourne lui aussi vers la poésie et la musique, se consacrant particulièrement au dithyrambe, genre mêlant danse et dialogue chanté entre chœur et coryphée. Platon l'accuse de composer pour la galerie au lieu de faire de ses auditeurs des hommes meilleurs ; personne cible de toutes les moqueries et les méchancetés d'Aristophane, qui le met en scène de manière ridicule dans Les Oiseaux : le Cinésias de théâtre clame que « tout le brillant des hymnes héroïques est dans le vaporeux, le ténébreux, les bleuités lustrées et les bercements d'ailes ». Dans Les Grenouilles, Dionysos souhaite la damnation de « tout individu qui a appris le Ballet martial de Cinésias ». Dans son Chiron, le poète comique Phérécrate représente la Musique se plaignant amèrement du sort que lui font subir les nouveaux poètes comme Cinésias. Le poète comique grec Strattis lui consacre une pièce entière, aujourd'hui perdue, où il est tourné en ridicule, et Platon le Comique s'en prend également à lui dans l'une de ses œuvres, également perdue. Peut-être pour se venger, Cinésias s'emploie à faire supprimer la subvention de la comédie par le chorège, sorte de mécène des représentations théâtrales - ce qui lui vaut le sobriquet de « khoroktonos »,. Cinésias se retire ensuite de la vie littéraire, devient sycophante et amasse de grandes richesses.
Cinésias est également renommé pour son impiété : il appartient au cercle des Kakodaimonistai, littéralement « Adorateurs du mauvais démon », nom choisi « pour se moquer des dieux et des coutumes athéniennes », selon l'orateur Lysias. L'objectif est apparemment de railler la superstition de leurs concitoyens, puisqu'ils choisissent les jours néfastes pour leurs dîners. Le poète est accusé par ailleurs de s'être soulagé contre une  statue d'Hécate. Lysias précise que tous ces esprits forts meurent jeunes, et que Cinésias, l'unique survivant, finit affligé d'une maladie chronique si douloureuse que seuls ses pires ennemis la pourraient lui souhaiter — peut-être la tuberculose — et qui semble avoir marqué les esprits, puisque Galien s'intéresse au cas clinique plusieurs siècles plus tard. Plutarque rapporte que lors d'une représentation de Timothée de Milet, alors qu'il insultait Artémis, Cinésias se leva au milieu des spectateurs, et lui souhaita avec moquerie d'avoir une fille qui lui ressemble.